# Hyaloscypha leuconica
Hyaloscypha leuconica är en svampart. Hyaloscypha leuconica ingår i släktet Hyaloscypha och familjen Hyaloscyphaceae.  Arten är reproducerande i Sverige.

## Underarter
Arten delas in i följande underarter:
- bulbopilosa
- leuconica